# Amt Torgau

Das Amt Torgau, Karte von Peter Schenk

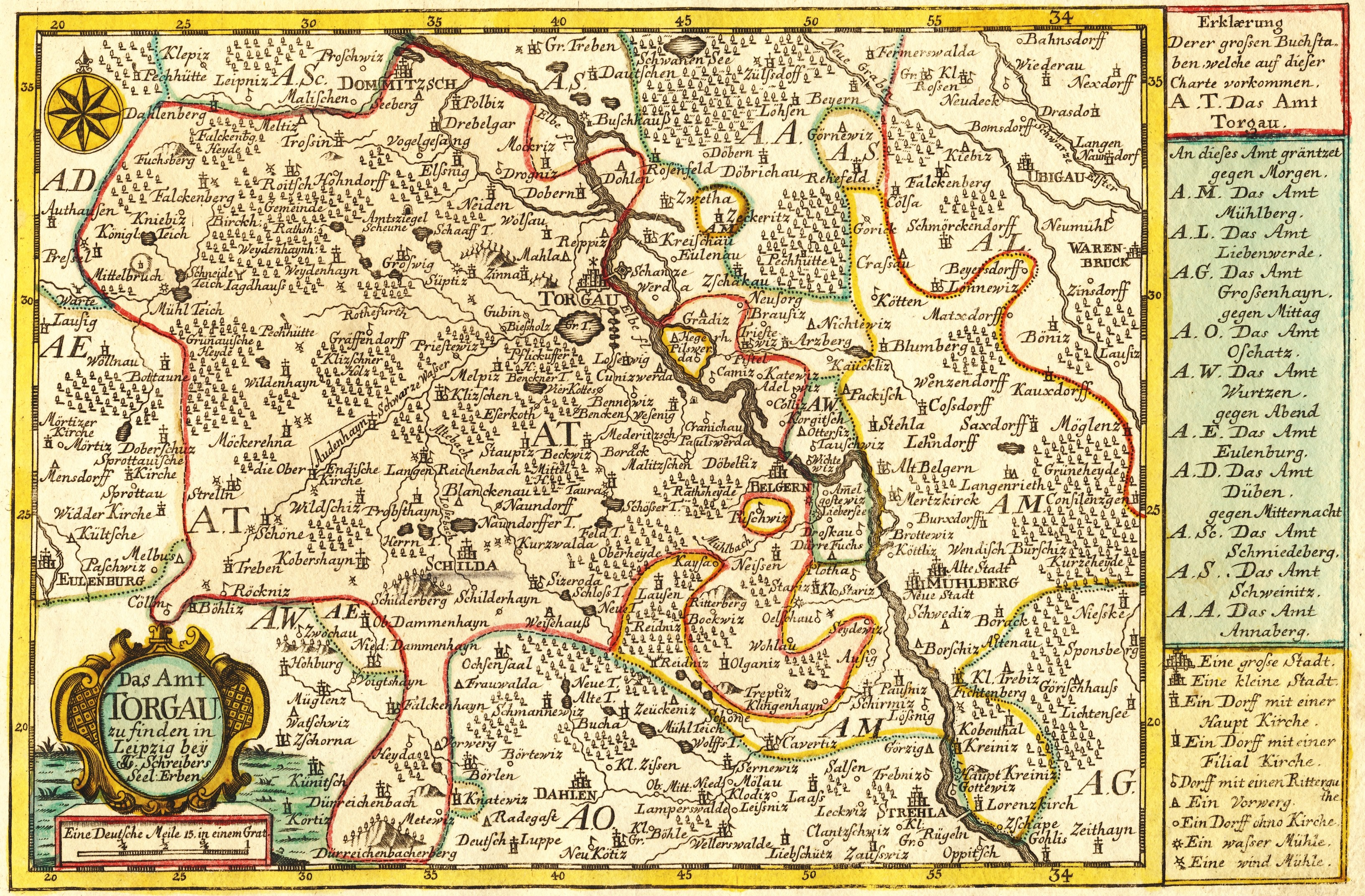
Das Amt Torgau, Karte von Johann George Schreiber 1752

Das Amt Torgau war eine Verwaltungseinheit des 1806 in ein Königreich umgewandelten Kurfürstentums Sachsen und war dem Meißnischen Kreis angegliedert.
Bis zur Abtretung an Preußen 1815 bildete es als sächsisches Amt den räumlichen Bezugspunkt für die Einforderung landesherrlicher Abgaben und Frondienste, für Polizei, Rechtsprechung und Heeresfolge.

## Geographische Lage
Das Amt Torgau lag im Nordwesten des Meißnischen Kreises. Zum größten Teil lag es westlich der Elbe. Es wurde vom Schwarzen Graben durchflossen. Im Norden des Amts lag die Dommitzscher Heide. Das Amt hatte drei Exklaven, von denen eine im Osten nordöstlich von Belgern lag. Die beiden anderen Exklaven lagen ganz bzw. größtenteils im Amt Wurzen nördlich von Wurzen bzw. westlich von Dahlen.

## Angrenzende Verwaltungseinheiten
| Amt Düben                     | Amt Pretzsch Kreisamt Wittenberg (Exklaven) | Amt Schweinitz und Amt Annaburg |
| Amt Eilenburg                 | Kompassrose, die auf Nachbargemeinden zeigt | Amt Schweinitz (Exklaven)       |
| Stiftsamt Wurzen (Amt Wurzen) | Amt Oschatz                                 | Amt Mühlberg                    |

## Geschichte
Seit 1119 existierte in Torgau eine Burg im markmeißnischen Besitz. Das Amt Torgau entstand am Ende des 15. Jahrhunderts. Nach der Leipziger Teilung 1485 gehörte das Amt zur ernestinischen Linie der Wettiner. Seit der Niederlage der Ernestiner im Schmalkaldischen Krieg im Jahr 1547 war es in Besitz der Albertiner. Der Verwaltungssitz des Amtes war in der Stadt Torgau. 1581 wurde das Amt Torgau mit dem Amt Belgern aus dem Besitz des Stifts Meißen (Stiftsamt Wurzen) vereinigt.
Als Folge des Wiener Kongresses von 1815 wurden die größten Teile des Amtsgebietes an Preußen abgetreten. 1816 entstand der preußische Kreis Torgau. Beim Königreich Sachsen verblieben die Orte Collmen (Exklave), Röcknitz und Treben, welche dem Amt Wurzen angegliedert wurden, sowie eine Exklave mit den Orten Dornreichenbach, Heyda (bei Böhlen), Meltewitz und Stolpen, welche unter die Verwaltung des benachbarten Amts Oschatz kamen.

## Bestandteile

### Städte
- Torgau
- Belgern
- Dommitzsch
- Schildau

### Dörfer
u. a.
| - Bennewitz - Döbeltitz - Drebligar - Drögnitz - Dröschkau - Elsnig - Gräfendorf - Klitzschen | - Kobershain - Kranichau - Langenreichenbach - Liebersee (anteilig) - Mahitzschen - Mehderitzsch - Nichtewitz - Pressel | - Puschwitz - Röcknitz (1816 zum Amt Wurzen) - Roitzsch - Schilda - Seydewitz (anteilig) - Süptitz - Treben (1816 zum Amt Wurzen) - Trossin - Weßnig - Welsau | - Wildschütz |

### Exklaven
- Collmen (1816 zum Amt Wurzen)
- Dornreichenbach (1816 zum Amt Oschatz)
- Heyda (1816 zum Amt Oschatz)
- Kaucklitz
- Meltewitz (1816 zum Amt Oschatz)
- Stolpen (1816 zum Amt Oschatz)

### Wüstungen
- Horn
- Jubin
- Lakuth

### Weiterer Besitz
- Forst Doberschütz (östl. Teil)[2]

## Amtmänner
- Hans Gorlitz (1437 als Vogt erwähnt)
- Hieronymus Amsdorf (1480)
- Heinrich von Taube (1592–1666), Oberhofmarschall, Oberkämmerer und Hauptmann der Ämter Torgau und Eilenburg
- Caspar Rose, 1652 Amtsschösser
- Christoph Heinrich von Leipziger (1678–1748)
- Carl Gottfried Engelschall (1734–1760)
- Johann Gottlieb Dahme (um 1780)
- Gustav Anton Freiherr von Seckendorff (1775–1823)